# Commander Keen
Treść tego artykułu może nie być zgodna z zasadami neutralnego punktu widzenia.
Dokładniejsze informacje o tym, co należy poprawić, być może znajdują się w dyskusji tego artykułu.
 Po wyeliminowaniu niedoskonałości należy usunąć szablon {{Dopracować}} z tego artykułu.
Commander Keen to seria 7 epizodycznych gier komputerowych. Pierwsza praca zespołu id Software, która wydana przez Apogee Software na platformie PC/MS-DOS w latach '90 szybko zdobyła popularność i przyniosła mu sławę – dając zarazem początek całej serii gier platformowych na komputery osobiste. Seria stała się poniekąd pierwowzorem produkcji Secret Agenta, a także doczekała się kontynuacji na platformie GBA.
Gra zyskała popularność na platformie PC porównywalną z popularnością Super Mario Bros. na innych platformach i konsolach, m.in. dzięki dystrybucjom shareware i grafice EGA wspartej o niedostępny do tej pory na PC system płynnego przewijania ekranu zaprojektowany przez Johna Carmacka.
W grze gracz poznaje młodego ośmioletniego chłopca – geniusza (posiada 314 IQ), zagubionego w świecie swojej fantazji, który zarówno poznaje i podbija nieznane miejsca, jak i stawia czoło licznym niebezpieczeństwom. Billy Blaze, główny protagonista gry, buduje swój pierwszy statek kosmiczny i gdy wszyscy idą spać, zabiera kask brata przybierając nowe imię – godne obrońcy Ziemi: Commander Keen (w tłumaczeniu dosłownie „Komandor Bystrzak”). Na wyposażenie młodego chłopca składa się zabrany bratu żółto-zielony kask footbolowy, gra komputerowa Paddle War (Pong), pogo stick (sprężyna do skakania) i raygun (pistolet laserowy).

## Seria Gier
Każda z gier serii wydawana została jako shareware. To sprawiło, że pod jedną nazwą gry znajdowały się czasem nawet 3 różne epizody.
W Polsce gra znana jest pod ogólnym tytułem: Commander Keen i przyporządkowanymi do niego kolejnymi numerami. Jednak na Zachodzie każdemu tytułowi towarzyszył podział na różne epizody.

### Invasion of the Vorticons (seria '90)

#### 1. „Marooned on Mars”
Gra wydana 14 grudnia 1990 roku jako shareware okazała się prawdziwym sukcesem. To zainspirowało twórców to stworzenia całej serii.
W tym epizodzie Commander Keen podbija planetę Mars. Niestety Vorticonie kradną 4 życiodajne komponenty z jego statku skrywając je w Marsjańskich miastach. Misja odbicia przedmiotów nie jest łatwa – dostępu do każdego z miast broni Vortikański żołnierz. Podczas prób odzyskania komponentów Komandor poznaje tajemnicze miejsca, marsjan i ich roboty. Tymczasem do statku wślizguje się kosmita.

#### 2. „The Earth Explodes”
Kontynuacja przygód Keena z pierwszego epizodu.
Keen wraca na ziemię, jednak zanim jeszcze wylądował dogania go statek kosmiczny, kierujący swoje promienie dział na 7 cudów świata (włącznie z Piramidami i Operą w Sydney). Niestety przyjemna atmosfera gry zamienia się w ostrą walkę o przetrwanie.

#### 3. „Keen Must Die!”
Keen wraca do Vortikońskiego świata w poszukiwaniu Wielkiego Intelektu dowodzącego rasą atakującą Ziemię. W tej części Komandor poznaje dokładnie świat
w jakim żyją kosmici. Keen musi dotrzeć do maszyny dającej im władzę.

### 3.5. „Keen Dreams” / The „Lost Episode”
Gra wydana przez SoftDisk – a nie Apogee – lecz na licencji shareware, bazująca na podstawowym – najwcześniejszym – silniku graficznym wykorzystującym perspektywę 3D.
Historia skupia się na okresie przejściowym między misjami dzielnego Komandora. Po odmówieniu zjedzenia warzyw Billy zostaje odesłany do łóżka. Gdy tylko jednak zasypia, przenosi się do dziwnego warzywnego królestwa rządzonego przez złego Boobusa Tuberra, który uwięził inne śpiące dzieci. Po raz pierwszy Keen nie może użyć ani swojej sprężyny, ani pistoletu. Jedyne co ma to spryt, intelekt i moc 'flower power' – zamieniająca warzywnych przeciwników w kwiatki.

### Goodbye Galaxy! (seria '91)

#### 4. „Secret of the Oracle”
Epizod na licencji shareware zainspirowany sukcesem i popularnością I części. Wydany został 15 grudnia 1991 roku. Gra w pełni wykorzystywała możliwości perspektywy 3D w grafice. Charakteryzują ją rozbudowane poziomy i liczni wrogowie. Keen właśnie skończył konstruować radio odczytujące fale szybsze niż światło i za jego pomocą odebrał transmisję od kosmitów zwanych Shikadi, z której wynikało, że planują oni zniszczenie Galaktyki. Komandor osiągnął już tytuł Obrońcy Ziemi – pora więc wykazać się czymś więcej. Keen wyrusza do wyroczni planety Gnosticus IV. Na miejscu okazuje się, że zawładnęły nią potwory, które ktoś musi zwalczyć.

#### 5. „The Armageddon Machine”
Po uwolnieniu wyroczni Keen wyrusza na stacji kosmicznej Shikadi zwanej Omegamatic z Maszyną Końca Świata. By uratować całe istnienie Komandor musi odnaleźć Gannalecha.

### 6. Aliens Ate My Babysitter
Gra została wydana przez FormGen, które jednak odsprzedało prawa Apogee. Nie doczekała się kontynuacji.
Molly (opiekunka Billy’ego) została porwana przez Bloogów. Zadaniem Keena jest przybycie jej na ratunek na planetę Fribbulus Xax.

### Commander Keen (GBC) (seria '01)
Gra wydana na platformie Game Boy Color pod zbiorczym tytułem Commander Keen. Prawa do gry zostały wykupione, lecz przy jej tworzeniu zabrakło twórców oryginału, przez co wśród fanów serii spotkała się z chłodnym przyjęciem.

### Niewydane

#### „The Universe is Toast!”
Dodatek Świąteczny na „Gwiazdkę 1992” nigdy nie został wydany za sprawą zarzucenia projektu na rzecz projektów takich jak Wolfenstein 3D czy Doom.

#### „Keen Chronicles”
„Megaprodukcja” Monkeystone Games skupiająca wszystkie dotychczas wydane epizody w jedną grę. Projekt nie przeszedł pomyślnie fazy planowania i został zarzucony.